# Mr. & Mrs. ’55
Mr. & Mrs. ’55 ist eine Hindi-Filmkomödie von Guru Dutt aus dem Jahr 1955.

## Handlung
Preetam, ein Karikaturist, trifft die 20-jährige Anita bei einem Tennisspiel, wo sie ihrem Lieblingsstar zuschaut. Dummerweise hat sie bald ein Problem: Sie erbt. Doch das Geld bekommt sie erst an ihrem 21. Geburtstag, jedoch nur, wenn sie bis dahin verheiratet ist. Ihrer Tante Sita Devi, einer Kämpferin für das Frauenrecht, passt dies gar nicht. Sita ist Männern gegenüber sehr misstrauisch, doch auf das Erbe will sie nicht verzichten. Deshalb sucht sie ihrer Nichte einen Ehemann, der Anita heiratet und sich danach wieder von ihr scheidet, was nach neuem Recht möglich ist.
Sita kommt auf Preetam, unwissend, dass er in Anita verliebt ist. Anita entdeckt auf dem Standesamt, dass sich ihr Geliebter auf diese Heirat, ihrer Tante Willen, eingelassen hat und will ihn nach der Heirat nicht mehr sehen. Preetam jedoch kidnappt sie und bringt sie in das Haus seines Bruders.
In diesem Haus freundet sich Anita mit Preetams Schwägerin an und sieht, wie sich eine traditionelle indische Ehefrau verhält und lernt es schätzen.
Preetam ist besorgt, dass Anita ihn nicht liebt und beschleunigt die Scheidung, indem er die Scheidungspapiere fälschlich unterschreibt. Mit gebrochenem Herzen verlässt er Bombay. Erst jetzt bemerkt sie ihre Gefühle für Preetam und macht sich eilig auf den Weg zum Flughafen. Zum Schluss ist das Paar wieder vereint.

## Sonstiges
- Die Karikaturen in diesem Film wurden von dem berühmten Karikaturist R. K. Laxman gezeichnet.

- Die Filmsongs sangen Geeta Dutt und Mohammed Rafi, die Liedtexte stammen von Majrooh Sultanpuri.